# Слънчево ядро
Слънчевото ядро се счита, че се разпростира от центъра на Слънцето до 0,2 – 0,25 от слънчевия радиус. Това е най-горещата част на Слънцето и на Слънчевата система. Има плътност от 150-160 g/cm³ (150-160 пъти по-голяма от тази на течната вода) в центъра и температура от 15 милиона келвина. Ядрото е съставено от горещ и плътен газ в състояние на плазма (йони и електрони) при налягане от около 265 милиарда бара в центъра. Поради термоядрената реакция, съставът на слънчевата плазма намалява от 68 – 70% водород във външното ядро до 33% водород в самия център на Слънцето.
Ядрото в 0,20 от слънчевия радиус съдържа 34% от масата на Слънцето, но едва 0,8% от неговия обем. В 0,24 от слънчевия радиус ядрото генерира 99% от термоядрената енергия на Слънцето. Съществуват две различни реакции, чрез които четири водородни ядра могат да доведат до едно хелиево ядро: протон-протонен цикъл и CNO цикъл.

## Състав
Слънцето във фотосферата си е около 73 – 74% водород, което е същият състав като атмосферата на Юпитер и първичния състав на водород и хелий по време на най-ранното образуване на звезди след Големия взрив. Обаче, с наръсването на дълбочината в Слънцето, термоядрената реакция намалява частта водород. Пътувайки навътре, частта на масата водород започва да намалява бързо, след като е достигнат радиуса на ядрото (все още е 70% при 25% от слънчевия радиус), а след като се навлезе в ядрото, масата на водорода спада драстично, докато достигне 33% в центъра на Слънцето (радиус 0). Едва 2% от останалата маса на плазмата е хелий в центъра на Слънцето.

## Преобразуване на енергията
Приблизително 3,6×1038 протона (водороден атом) или грубо 229 милиона тона водород се преобразуват в хелий (алфа-частица) всяка секунда, освобождавайки енергия със скорост 3,86×1026 джаула в секунда.
Ядрото произвежда почти всичката топлина на Слънцето чрез термоядрена реакция: останалата част от звездата се загрява от топлообмена от ядрото към външните части. Енергията, произведена от термоядрената реакция в ядрото, с изключение на малка част, произведена от неутрино, трябва да премине през много последователни слоеве към слънчевата фотосфера, преди да излезе в космоса във вид на слънчева светлина, кинетична или топлинна енергия или частици. Преобразуването на енергия за единица време (мощност) на термоядрения синтез в ядрото варира според разстоянието от слънчевия център. В центъра на Слънцето термоядрената мощност е оценена от модели на около 276,5 W/m3. Въпреки високата си температура, пиковата плътност на мощността на ядрото като цяло е подобна на куп активен компост и е по-ниска от плътността на мощността, произвеждана от метаболизма на възрастен човек. Слънцето е много по-горещо от куп компост, поради огромния си обем.
Производството на малка мощност в ядрото на Слънцето също може да е изненадващо, имайки предвид голямата мощност, която би могла да се предскаже, прилагайки закона на Стефан-Болцман за температури от 10 до 15 милиона келвина. Все пак, слоевете от Слънцето излъчват към външните слоеве само с малко по-ниска температура и именно тази разлика в мощността на излъчването между слоевете, която определя нето продукцията на мощност и трансфер в слънчевото ядро.
При 19% от слънчевия радиус, близо до ръба на ядрото, температурата е около 10 милиона келвина, а плътността на термоядрената мощност е 6,9 W/m3, което е около 2,5% от максималната стойност в центъра на Слънцето. Плътността тук е около 40 g/cm3 или около 27% от тази в центъра. 91% от слънчевата енергия се произвежда в този радиус. В 24% от радиуса се произвежда 99% от слънчевата енергия. Отвъд 30% от слънчевия радиус, където температурата е 7 милиона келвина и плътността е 10 g/cm3, скоростта на термоядрената реакция е почти нулева.

### Протон-протонен цикъл
Първата реакция, при която 4 ядра водород могат да станат на 1 ядро хелий е известна като протон-протонен цикъл:
{\displaystyle \left\{{\begin{aligned}&&{}^{1}\!H+^{1}\!H&\rightarrow {}^{2}\!D+e^{+}+v\\{\text{тогава}}&&{}^{2}\!D+{}^{1}\!H&\rightarrow {}^{3}\!He+\gamma \\{\text{тогава}}&&{}^{3}\!He+{}^{3}\!He&\rightarrow {}^{4}\!He+{}^{1}\!H+{}^{1}\!H\\\end{aligned}}\right.}
Тази последователност на реакцията се счита, за най-важната в слънчевото ядро. Характерното време за първата реакция е около 1 милиард години, дори и при високи плътности и температури на ядрото, поради необходимостта от слабото ядрено взаимодействие да предизвика бета разпад, преди нуклеоните да могат да се слепят. Времето, което съществуват деутерий и хелий-3 в следващите реакции, е съответно около 4 секунди и 400 години. Тези по-нататъшни реакции се случват, благодарение на ядрените сили и, следователно, са доста по-бързи. Общата енергия, освободена при тези реакции на превръщане на 4 водородни атома в 1 хелиев, е 26,7 MeV.

### CNO цикъл
Втората последователност от реакции, при която 4 водородни ядра могат да станат на 1 ядро хелий се нарича въглерод-азот-кислороден цикъл или накратко CNO цикъл. Той генерира по-малко от 10% от общата слънчева енергия. Включва въглеродни атоми, които не се поглъщат в целия процес. Детайлите на този въглероден цикъл са както следва:
{\displaystyle \left\{{\begin{aligned}&&{}^{12}\!C+{}^{1}\!H&\rightarrow {}^{13}\!N+\gamma \\{\text{тогава}}&&{}^{13}\!N&\rightarrow {}^{13}\!C+e^{+}+\nu \\{\text{тогава}}&&{}^{13}\!C+{}^{1}\!H&\rightarrow {}^{14}\!N+\gamma \\{\text{тогава}}&&{}^{14}\!N+{}^{1}\!H&\rightarrow {}^{15}\!O+\gamma \\{\text{тогава}}&&{}^{15}\!O&\rightarrow {}^{15}\!N+e^{+}+\nu \\{\text{тогава}}&&{}^{15}\!N+{}^{1}\!H&\rightarrow {}^{12}\!C+{}^{4}\!He+\gamma \\\end{aligned}}\right.}
Този процес може да бъде разбран и чрез картинката вдясно, започвайки от най-горе и продължавайки по посока на часовниковата стрелка.

## Равновесие
Скоростта на термоядрения синтез зависи от плътността. Следователно, скоростта на синтеза в ядрото е в самостоятелно коригиращо се равновесие: малко по-голяма скорост на синтез би накарала ядрото да се загрее повече и да се разшири към външните слоеве. Това би намалило синтеза и би коригирало смущението. Малко по-малка скорост би накарала ядрото да се охлади и смали, увеличавайки скоростта на синтез и връщайки го на нормалното ниво.
Обаче, Слънцето постепенно става по-топло по време на своя живот в главна последователност, защото хелиевите атоми в ядрото са по-плътни от водородните атоми, от които са синтезирани. Това увеличава гравитационното налягане върху ядрото, което устоява благодарение на постепенното увеличаване на скоростта на синтез. Този процес се забързва с времето, докато ядрото постепенно става по-плътно. Предполага се, че Слънцето е станало с 30% по-ярко през последните 4,5 милиарда години и че ще продължи да увеличава яркостта си с 1% на всеки 100 милиона години.

## Енергиен обмен
Високоенергийните фотони (гама лъчи), освободени от реакцията на синтез, поемат различни пътища към повърхността на Слънцето. Според настоящия модел, случайно разсейване от свободни електрони в слънчевата излъчваща зона (зоната в 75% от слънчевия радиус, където топлообменът е от излъчване) прави времето за дифузия на фотони (или времето на пътуване на фотоните) от ядрото към външния край на зоната на излъчване 170 000 години. Оттам те преминават в зоната на конвекция (останалите 25% от слънчевия радиус), където доминиращият процес на обем е конвекция, а скоростта, с която топлината се движи навън, става значително по-висока.
В процеса на топлообмен от ядрото към фотосферата, всеки гама лъч в слънчевото ядро се преобразува по време на разсейването в няколко милиона светлинни фотона, преди да излезе в открития космос. Неутрино също бива освобождавано от реакциите на термоядрен синтез в ядрото, но за разлика от фотоните, то много рядко взаимодейства с материята, така че почти всичкото неутрино моментално напуска Слънцето. В продължение на много години измерванията на броя неутрино в Слънцето показват много по-малък брой от теоретично предсказания. Този проблем впоследствие бива решен чрез по-добро разбиране на неутринната осцилация.